# Бидгоська політехніка
51°06′40″ пн. ш. 17°03′50″ сх. д. / 51.11111° пн. ш. 17.06389° сх. д.
Бидгоська політехніка імені Яна та Єнджея Снядецьких (пол. Politechnika Bydgoska im. Jana i Jędrzeja Śniadeckich) — природничий заклад вищої освіти у польській Бидгощі, заснований у 1951 році.
Заснований у 1951 році як Сільськогосподарська академія. З часу заснування пережив ряд реорганізацій:
- 1951—1964: Вечірня інженерна школа з двома факультетами — механічний та хімічний;
- 1964—1974: Вища інженерна школа, що забезпечувала навчання на чотирьох технічних факультетах у денній, вечірній та заочній системах навчання;
- 1974—2006: Технічна та сільськогосподарська академія, після приєднання до вищої інженерної школи з бидгощським відділенням Природничого університету у Познані;
- 2006—2021: Технологічно-природничий університет імені Яна та Єнджея Снядецьких у Бидгощі;
- з 2021: Бидгоська політехніка імені Яна та Єнджея Снядецьких[1].

## Історія
Згідно з Постановою Президії уряду Польщі від 23 червня 1951 року створено Вечірню інженерну школу, як запрацювала 10 січня 1952 року у складі двох факультетів:
- Механічного в Бидгощі;
- Хімічного, до складу якої входили два відділення: філія А поблизу Іновроцлава при Закладах Содових та філія В поблизу Бидгощі при Закладах Хімічних «ERG».

У 1957 році хімічний факультет був ліквідований. У 1959 році здійснено спроби перетворення школи на інженерну школу. У квітні 1961 року за домовленістю з Міністерством зв'язку було створено відділ зв'язку. 1 лютого 1962 року там розпочали навчання перші 104 співробітники Міністерства зв'язку з усіх регіонів Польщі.
12 вересня 1964 року згідно з Постановою Ради Міністрів вечірня школа перетворена на Вищу інженерну школу з правом здійснювати інженерну освіту в денній та заочній формах.
У 1964 році створено факультет телекомунікацій та електротехніки (на базі факультету телекомунікацій), а в 1965 році — загальнотехнічний факультет, який працював за 2 напрямками підготовки: механічним та електричним. На заочному та вечірньому навчанні було 4 напрямки підготовки: механіка, хімія, електротехніка та будівництво. У травні 1966 року хімічно-технологічний факультет був відновлений та з 1973 року отримав право набору студентів на денну магістерську освіту. Аналогічним шляхом йшов відділ цивільного будівництва, створений у 1967 році з двома напрямками підготовки: містобудування та промислове будівництво, дорожнє та вуличне будівництво..
Згідно з Законом про вищу освіту 1968 року вищі інженерні школи прирівнювались до академічних шкіл. У 1971–1974 роках школа отримала право на проведення магістерських досліджень у галузі цивільного будівництва, механічних технологій, телекомунікацій, хімічної технології та електротехніки.
Паралельно з розвитком технічних досліджень у середині 1960-х років у Бидгощі була створена філія сільськогосподарської школи в Познані. У 1972 році сільськогосподарська школа у Познані була перетворена на сільськогосподарський університет, і в той же час філія цього університету в Бидгощі отримала статус незалежної організаційної одиниці як сільськогосподарський відділ із зоотехнічним відділом.
У 1974 році філія сільськогосподарського університету в Познані ввійшла до структури інженерної академії у Бидгощі.
У 1975 році сільськогосподарський факультет першим в академії отримав право на надання докторських ступенів. У 1978 році таке право отримав факультет тваринництва. У 1977 році у Влоцлавку створено перший консультаційний відділ поза межами школи.
У 1987 році в академії організовано перший Національний симпозіум з питань телекомунікацій, який у наступні збирав кілька сотень фахівців у галузі телекомунікацій.
У 1990-х роках кількість напрямів підготовки значно збільшилася, і окремі факультети отримали право на надання докторських ступенів (1993 — Машинобудівний факультет, 1998 — Факультет телекомунікацій та електротехніки, 1999 — Факультет цивільного та екологічного машинобудування, 2003 — Факультет хіміко-технологічної та інженерної) та ступеня доктора габілітованого (1998 — факультет зоотехніки, 2002 — факультет машинобудування). У 2000 році кількість напрямків підготовки становила 14, спеціальностей 37.
У 2005 році наглядова рада академії прийняв резолюцію про перетворення академії на Технологічно-природничий університет імені Яна та Єнджея Снядецьких у Бидгощі. 15 жовтня 2006 року Сейм прийняв Акт про надання нових імен певним державним академічним університетам. 30 жовтня 2006 року Президент Лех Качинський урочисто підписав цей акт у актовій залі університету.
У лютому 2021 р. Серед викладачів університету відбувся референдум щодо його перетворення і перейменування в Бидгоську політехніку імені Яна та Єнджея Снядецьких; цю концепцію підтримала переважна більшість виборців (83,2 % з явкою 75 % серед викладачів академії та 60 % серед інших працівників університету). 26 лютого 2021 р. Міністр освіти і науки схвалив заяву та надав їй статус законопроєкту. 6 квітня 2021 р. відповідний законопроєкт був прийнятий Постійною комісією Ради Міністрів, а 28 квітня 2021 р. Радою Міністрів. Відповідний акт був прийнятий Сеймом 20 травня 2021 р. та підписаний Президентом Республіки Польща 24 червня 2021 р.

## Структура
У структурі університету працює 7 факультетів та 1 інститут:
- Факультет цивільного будівництва, архітектури та екологічного будівництва
  - Кафедра архітектури
  - Кафедра дизайну інтер'єру
  - Кафедра будівництва
  - Кафедра геодезії та картографії
  - Кафедра екологічної інженерії
- Факультет ветеринарії і тваринництва
  - Кафедра ветеринарії
  - Кафедра управління природними ресурсами
  - Кафедра зоофізотерапії
  - Кафедра зоотехнії
- Факультет механічної інженерії
  - Кафедра біомедичної інженерії
  - Кафедра техніки відновлюваної енергетики
  - Кафедра механіки та машинобудування
  - Кафедра мехатроніки
  - Кафедра транспорту
  - Кафедра дизайну
  - Кафедра обробка пластмас
- Факультет землеробства та біотехнології
  - Кафедра ландшафтної архітектури
  - Кафедра біотехнологій
  - Кафедра землеробства
  - Кафедра харчових технологій та харчування людини
  - Кафедра гербології та фітотерапії
- Кафедра хімічної інженерії
- Факультет хімічної інженерії і технологій
  - Кафедра аналітичної хімії
  - Кафедра матеріальної інженерії
  - Кафедра хімічних технологій
  - Кафедра харчових технологій
- Факультет телекомунікацій, інформатики та електротехніки
  - Кафедра електроніки та телекомунікацій
  - Кафедра електротехніки
  - Кафедра енергетики
  - Кафедра прикладної інформатики
  - Кафедра телеінформатики
- Факультет управління
  - Кафедра фінансів та бухгалтерського обліку
  - Кафедра управління
  - Кафедра управління виробництвом та інжинірингу
- Інститут математики та фізики.

## Ректори
- проф. Ернест Пішингер (1951–1967)
- проф. Юзеф Сломінський (1967–1971)
- проф.Станіслав Келян (1971-1974)
- проф. Єжи Бошак (1974–1977), (1977–1981)
- проф. СТаніслав Грабарчик (1981–1982)
- проф. Юзеф Салацінський (1982–1984)
- проф. Войцех Цешля (1984–1987), (1987–1990)
- проф. Юзеф Шаля (1990–1993)
- проф. Єжи Пончковський (1993–1996)
- проф. Януш Семпрух (1996–2002)
- проф. Збігнєв Скіндер (2002–2008)
- проф. Антоній Бакалюк (2008–2016)
- проф. Томаш Тополінський (з 1 вересня 2016).